# Desidério Aytai
Desidério Aytai (Budapeste, Hungria, 1905 – Monte Mor, São Paulo, Brasil, 1998) foi um antropólogo húngaro radicado no Brasil.   

## Biografia
Em sua época, a Real Universidade Húngara não dispunha de curso para formar antropólogos, e Desidério seguiu vários cursos em busca de sua formação. Antropólogo e engenheiro mecânico, trabalhou na construção de pontes, locomotivas e publicou diversos trabalhos sobre cálculo das curvas econômicas das linhas férreas, da determinação teórica do chamado fator de Poissant de aços, além de um livro de mecânica para uso de aprendizes técnicos. Foi o vencedor de um concurso literário sobre vibrações da corda de aço dos elevadores.
Em 1931 casou com Elisabeth Lazár, pianista e organista com um currículo musical onde constavam concertos clássicos de Buxtehude, Bach e Chopin.
Pelo fato de falar vários idiomas, após a Segunda Guerra Mundial foi convidado para o serviço diplomático, trabalhando em Paris, Washington D.C. e Roma, e em 1948 imigrou para o Brasil. Iniciou assim suas pesquisas nos sambaquis do litoral sul paulista, fazendo pequenas exposições em sua casa e em escolas.
Em 1963 foi convidado pela Pontifícia Universidade Católica de Campinas (PUCC) para ocupar a cadeira de Antropologia nos três primeiros anos no curso de Ciências Sociais. Trabalhou em várias faculdades como professor e pesquisador, inclusive na Unicamp (Universidade Estadual de Campinas). Trabalhou também como engenheiro na Merck Sharp e Dohme, General Electric.
Após aposentar-se, fundou na PUCC a Faculdade de Engenharia, sendo o primeiro diretor da mesma. Passou a se dedicar à pesquisa, tendo organizado expedições aos índios Xavante, Bororo, Paressi, Guarani, Karajá, Halótessu da Serra Azul, Sararê, Galeras, Mamaindê, com filmagens e pesquisas de interesse científico.
Trabalhou em dois museus na Hungria, no museu da Smithsonian Institution em Washington D.C., no Musée de l'Homme em Paris, no Museu do Vaticano em Roma.
Desidério faleceu em 24 de junho de 1998, aos 93 anos.

## Obras
- Organizou, juntamente com Renata P. P. Leite Antônio, o museu de Tupã
- Fundou o Museu Histórico de Paulínia
- Fundou o Museu Municipal Elizabeth Aytai em Monte Mor, onde foi assessor científico voluntário por vários anos[1].